# Lacinipolia selama
Lacinipolia selama là một loài bướm đêm trong họ Noctuidae.